# Decenni de les Nacions Unides sobre la Biodiversitat

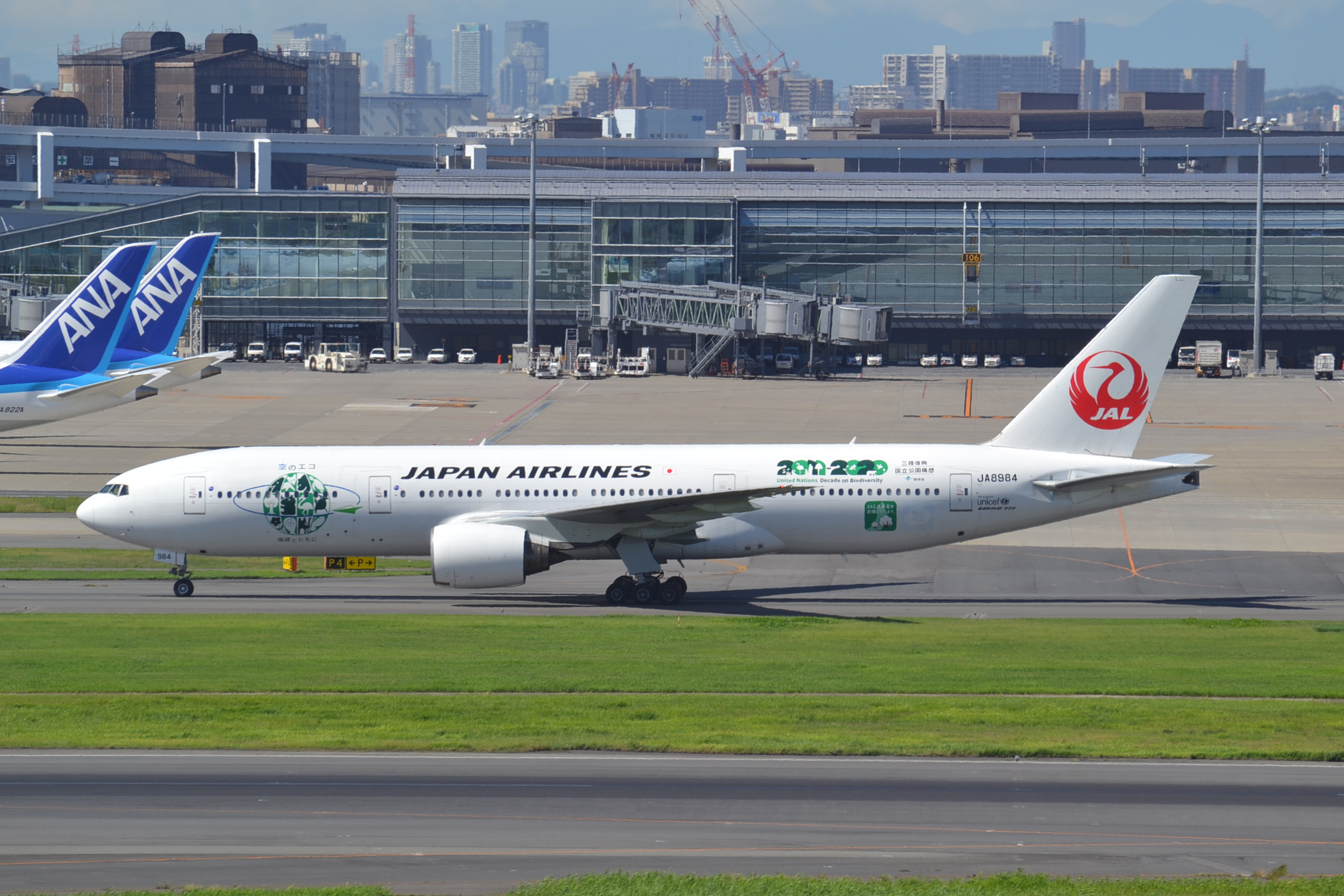
Avió que porta la imatge del programa

L'Assemblea General de les Nacions Unides va declarar el Decenni de les Nacions Unides sobre la Biodiversitat 2011-20 (Resolució 65/161). El Decenni de les Nacions Unides sobre la Biodiversitat serveix per donar suport i promoure l'aplicació dels objectius del Pla Estratègic per a la Biodiversitat i els Objectius d'Aichi per a la Biodiversitat, amb l'objectiu de reduir significativament la pèrdua de biodiversitat.

## Antecedents
El 22 de desembre de 2010, basant-se en l'Any Internacional de la Biodiversitat (2010) i l'objectiu de reduir significativament la pèrdua de biodiversitat, l'Assemblea General de les Nacions Unides va declarar per al període 2011-2020 el Decenni de les Nacions Unides sobre la Biodiversitat (Resolució 65/161).
El Decenni de les Nacions Unides sobre Biodiversitat serveix per donar suport i promoure l'aplicació dels objectius del Pla Estratègic per a la Biodiversitat i els Objectius de Biodiversitat d'Aichi, que van ser aprovats a la 10a Conferència de les Parts del CDB, a Nagoya, Japó, el 2010. Al llarg del decenni de les Nacions Unides sobre la Biodiversitat, s'encoratja als governs a desenvolupar, implementar i comunicar els resultats de les estratègies nacionals per a l'aplicació del Pla Estratègic per a la Biodiversitat.
Així mateix, es pretén fomentar la participació d'una varietat de factors nacionals i intergovernamentals i altres parts interessades en l'objectiu d'incorporar la biodiversitat en la planificació del desenvolupament més ampli i les activitats econòmiques. L'objectiu serà posar especial èmfasi en les accions de suport que aborden les causes subjacents de la pèrdua de la biodiversitat, inclosos els patrons de producció i consum.